# Kis-Sárrét
A Kis-Sárrét a Berettyó–Körös-vidék délkeleti kistája Békés és Hajdú-Bihar vármegye határterületén. A 723 km²-es területű vidék a Sebes-Körös hordalékkúpja, a Bihari-sík déli lábánál elterülő tökéletes síkság a Sebes-Körös egykori mocsárvidéke helyén. Délről és nyugatról a Körös menti sík, északnyugatról a Dévaványai-sík, északról a Bihari-sík, keletről pedig – már az országhatáron túl – a Szalontai-sík határolja.

## Földtan
A Kis-Sárrétnek a Békés–Codrui-övhöz tartozó medencealjzatát jobbára jura és kréta kori mélytengeri mészkő és pala alkotja. A késő miocénben és a pannon kor kései szakaszában erre további üledékek rakódtak, Sarkadkeresztúr mellett földgáz-előfordulással. A földtörténetileg gyorsan süllyedő Körös-medencében a pliocénban több ezer méter vastag, termálvízben is gazdag rétegek, majd a pleisztocén és a holocén során erre immár folyóvízi üledékek települtek. Az óholocén során nagy kiterjedésű mocsárvidék alakult ki ezen a rossz lefolyású, az Ős-Szamos és a Körösök folyóháta közé ékelődő medencesíkságon. A felszíni vagy felszín közeli üledékek nagy része mocsári iszap vagy agyag, az idősebb mocsárterületek helyén a lassan zajló feltöltődésre utaló tőzegsorok fordulnak elő. Ez utóbbiak jellemzően 30-40 centiméteres lencsékben települtek, és lápi vagy réti agyag borítja őket.

## Domborzat és vízrajz
A Kis-Sárrét északról és délről hordalékkúpokkal lezárt, mély fekvésű tökéletes síkság, rendkívül alacsony, átlagosan 0,5 m/km² relatív relieffel. A legnyugatibb pontján 99,3 méteres tengerszint feletti magasság keleten, a Sebes-Körös és a Berettyó összefolyásának közelében 85,4 méterig süllyed. Középső vidéke rossz lefolyású terület, csak északi és keleti peremrészei ármentes síkságok, itt vízfolyások is sűrűbben szabdalják a tájat, egyúttal jellemző felszínformák a fattyúágak és morotvacsonkok.
Vízrajzi szempontból a nyugat–keleti folyású Sebes-Körös a Kis-Sárrét fő folyója, amelynek 44 kilométeres szakasza esik a kistáj területére. A Körösszakálnál mért átlagos vízhozama 25,0 m³/s, ami a kora nyári nagy árvíz idején 690 m³/s-ra is duzzadhat. A Sebes-Körös déli oldalán fut a vizét abba leadó Holt-Sebes-Körös (56 km, 355 km²), a Kis-Sárrét déli területeit áthálózó Köleséri-csatorna (35 km, 329 km²) és a Határéri-csatorna (14 km, 541 km²) már a Kettős-Körös mellékvizei. A Kis-Sárrét északnyugati peremén futó Kutas-ér vize a Berettyóba megy, amelynek torkolati szakasza 13 kilométer hosszan határolja a kistájat. A lecsapolt mocsárvidék és állóvizei eltűntek, csupán Biharugra mellett maradt fenn egy alig 5 hektáros természetes tó. Napjaink mesterséges tavai a Biharugrai-halastavak (1540 ha), valamint a Komádi (28 ha) és Zsadány (12 ha) melletti állóvizek. A 2-4 méter mélyen található talajvíz mennyisége alacsony, az átlagosan 200 méter alatti rétegvizek hozama szintén mérsékelt (100 l/min). Az artézi kutak némelyikén termálvíz érkezik a felszínre (Biharugra, 56 °C; Komádi, 56 °C; Vésztő, 43 °C, Zsadány, 36 °C).

## Éghajlat
Mérsékelten meleg kistáj, az átlagos évi hőmérséklet 10,2-10,3 °C között alakul, a vegetációs időszakban az átlaghőmérséklet eléri a 17,2-17,4 °C-ot. A nyári hőmérséklet-maximum sokévi átlaga 34,0-34,5 °C, míg a téli hőmérséklet-minimum –17 és –18 °C között alakul. Az évenkénti napsütéses órák száma 2000-2020 között mozog, amelyből a nyárra átlagosan 810, a télre 180 órányi napsütés esik. A csapadékmennyiség éves átlaga 540–560 mm között alakul, de megoszlásában vannak területi különbségek: a Kis-Sárrét északkeleti területén elérheti az 570 mm-t, míg északnyugaton csupán 530 mm körül alakul. Ezekkel az adatokkal összességében száraz éghajlatú kistájaink közé tartozik. A hótakarós napok száma évi 35 nap körül alakul. Az uralkodó szélirányok az északi és a déli.

## Talaj és növényzet
A kistáj jelentős területét, 44%-át foglalják el a szikes talajvizű területen, löszös agyagon képződött szolonyectalajok. Ezek megoszlása a következő: réti szolonyec (20%), szolonyeces réti talaj (17%) és sztyepesedő réti szolonyec (7%). A Kis-Sárrét területének további 34%-át az átlagos földminőségnél valamivel gyengébb minőségű réti talajok borítják, ezek mintegy 90%-án szántóföldi művelés folyik. A lecsapolt mocsárvidék után visszamaradt síkláptalajok kiterjedése a 14%-ot éri el.
A Kis-Sárrét egykori mocsárvidékének növénytakarója ma is rendkívül változatos, jellemzik a ki-kiszáradó, de megújulni képes nádasok, gyékényesek, magassásrétek, zsiókás és kákás mocsarak. Mellettük jelentős területeket foglalnak el a szikes rétek, ürmöspuszták, cickórós és száraz gyepek. A magassásrétek értékes növényfajai a villás sás, a kisfészkű aszat, a mocsarakban a vízi rucaöröm, a sulyom, a tündérfátyol és a kolokán jelentős állományalkotó. A láp- és kaszálórétek jellemző fajai a közönséges medvetalp, a merevszőrű boglárka, a réti iszalag, az örménygyökér, a mocsári kosbor, a hússzínű ujjaskosbor, a szürke aszat, a réti legyezőfű és a festő zsoltina. A fűzlápmaradványok uralkodó fafaja a hamvas fűz, mellette gyakori az orvosi macskagyökér, míg a szikes rétek növénytársulásait a hernyópázsit, a karcsú kerep és az erdélyi útifű állományai alkotják. A rétiőszirózsás-szikikocsordos réteken a réti őszirózsa és a sziki kocsord mellett tömeges a korcs nőszirom és az aranyfürt. A rétsztyepeken a keletre eső bihari hegylábak áthúzódó fajai figyelhetőek meg: borjúpázsit, öldöklő aszat, rezgőpázsit, pirosló here, gumós macskahere, bunkós hagyma, orvosi tisztesfű, fogaslevelű bükköny és parlagi rózsa. Az ártéri ligeterdők maradványfajai a szálkás pajzsika, a változó boglárka, a magas gyöngyperje, a ligeti szőlő, a szagos müge és a kányabangita.
A korábban honos fajok közül mára eltűnt a mocsári aggófű, a nádi boglárka, a gyilkos csomorika, a mocsári aszat és a tőzegpáfrány A gyepek egy részén szántóföldek terülnek el vagy az utóbbi évtizedekben csertölggyel és magyar kőrissel elegyes kocsányos tölgyeseket telepítettek.
| Területhasznosítás | Terület     | Területarány |
| ------------------ | ----------- | ------------ |
| Lakott terület     | 02 701,4 ha | 03,7%        |
| Szántó             | 50 788,5 ha | 70,2%        |
| Kert               | 0 488,4 ha  | 00,7%        |
| Szőlő              | 0 0,0 ha    | 00,0%        |
| Rét, legelő        | 11 600,1 ha | 16,0%        |
| Erdő               | 03 446,3 ha | 04,8%        |
| Vízfelszín         | 03 278,5 ha | 04,5%        |

## Népesség
Az Erdélyi-középhegységből alázúdúló, és a Kis-Sárrét gyenge lefolyású síkján megrekedő vízmennyiség a múltban kiterjedt mocsarakat, vízfoltokat alkotott, köztük szárazulatokkal. A Vésztő és Körösújfalu közötti térség volt a régi mocsárvidék központja. A Kis-Sárrét népességszámának csúcsát 1949-ben érte el, azóta az elvándorlás és a természetes népmozgalom visszaesésének következtében lakossága folyamatosan csökken. A Kis-Sárrét lakossága 2001-ben 28 827 fő, népsűrűsége alacsony, 39,9 fő/km² volt. Napjainkban tizennégy településéből kettő városi jogállású, a mezővárosi múltra visszatekintő, de ma szerény szerepkörű Békés vármegyei Vésztő és a Hajdú-Bihar vármegyei Komádi. A további települések: Körösszakál, Újiráz (Hajdú-Bihar), illetve Biharugra, Geszt, Körösnagyharsány, Körösújfalu, Méhkerék, Mezőgyán, Okány, Sarkadkeresztúr, Újszalonta, Zsadány (Békés). Jelentős a külterületi népesség (2,6%, 2001), amely főként Kisnyék, Nagygyanté, Vátyonpuszta stb.egykori uradalmi majorjainak és nagyüzemi mezőgazdasági lakótelepeinek lakosságából tevődik össze.
A 2001. évi népszámlálási adatok alapján a lakosság fele református, mellettük 7,5%-a római katolikus, 5,5%-a pedig görögkeleti felekezetű. A magyar nemzetiségűek nem érik el a lakosság 90%-át, mellettük 6,7%-ot tesz ki a románok (főleg Méhkerék), 4,2%ot pedig a cigányok részaránya (főleg Vésztő és Komádi).

## Természeti és kulturális értékek
A Biharugrai-halastavak 1997 óta Magyarország rámszari területeinek egyike, de a Kis-Sárrét további fontos, a Körös–Maros Nemzeti Park gondozásában lévő természetvédelmi területeknek is otthont ad. Közülük kiemelkedik a vésztői Mágor-puszta, amely egyúttal az itt feltárt újkőkorszaki kunhalom köré szervezett Vésztő-Mágor Történelmi Emlékhelynek is otthont ad. Kulturális nevezetességei között említendő a geszti Arany János Irodalmi Emlékház, ugyancsak Gesztben a Tisza-kastély, illetve a falu temetőjében a Tisza-kripta. Az okányi Schwarcz-kastélyok és a zsadányi Fried-kastély mellett jelentős építészeti emlékek Mezőgyán református, Méhkerék görögkeleti és Sarkadkeresztúr görögkatolikus templomai, a Komádiban található ipari műemlékek (szél-, gőz- és hengermalom), valamint a körösnagyharsányi és okányi zsidó temetők.